# Czercz
Czercz – potok w Beskidzie Sądeckim, lewobrzeżny dopływ Popradu. Od zachodu granice zlewni Czercza tworzy grzbiet Pasma Radziejowej biegnący od Wielkiego Rogacza przez Międzyradziejówki, Złotułki i Kamienny Groń do Popradu. Od wschodu granice zlewni Czercza tworzy północno-wschodni grzbiet Eliaszówki opadający poprzez Świni Groń i Karczmarską Górę do Popradu. Źródło znajduje się na południowym stoku Małego Rogacza, na wysokości ok. 1050 m n.p.m. Potok płynie stąd na południowy wschód. Jego głównymi orograficznie lewymi dopływami są potoki Międzybrodzie i Rogacz. Potok Międzybrodzie jest dłuższy od źródłowego potoku Czercza (licząc od źródeł do miejsca, gdzie obydwa te potoki łączą się). Głównymi prawymi dopływami jest niewielki potok spływający dnem Suchej Doliny, nienazwany potok spływający spod Eliaszówki i Zaczerczyk. Poniżej Suchej Doliny Czercz kieruje swe wody na północny wschód, przepływając przez rozciągające się na długości kilku kilometrów Kosarzyska. W centrum Piwnicznej, na wysokości ok. 390 m, uchodzi do Popradu
Dolinę Czercza uznaje się za umowną granicę między Pasmem Radziejowej a Pogórzem Popradzkim. Cała zlewnia Czercza znajduje się w granicach miasta Piwniczna-Zdrój w województwie małopolskim, w powiecie nowosądeckim.
Dolna część Czercza jest całkowicie uregulowana i w obrębie zabudowanej części miasta płynie on w betonowo-kamiennym korycie. Wzdłuż jego koryta poprowadzono chodnik oddzielony od szosy pasem zadrzewień, dzięki czemu stał się on bulwarem spacerowym. Dawniej energię Czercza wykorzystywano do napędu papierni, folusza, dwóch tartaków i dwóch młynów
Nazwę Czercz ma również willowe osiedle Piwnicznej-Zdroju w dolnej części doliny potoku Czercz.

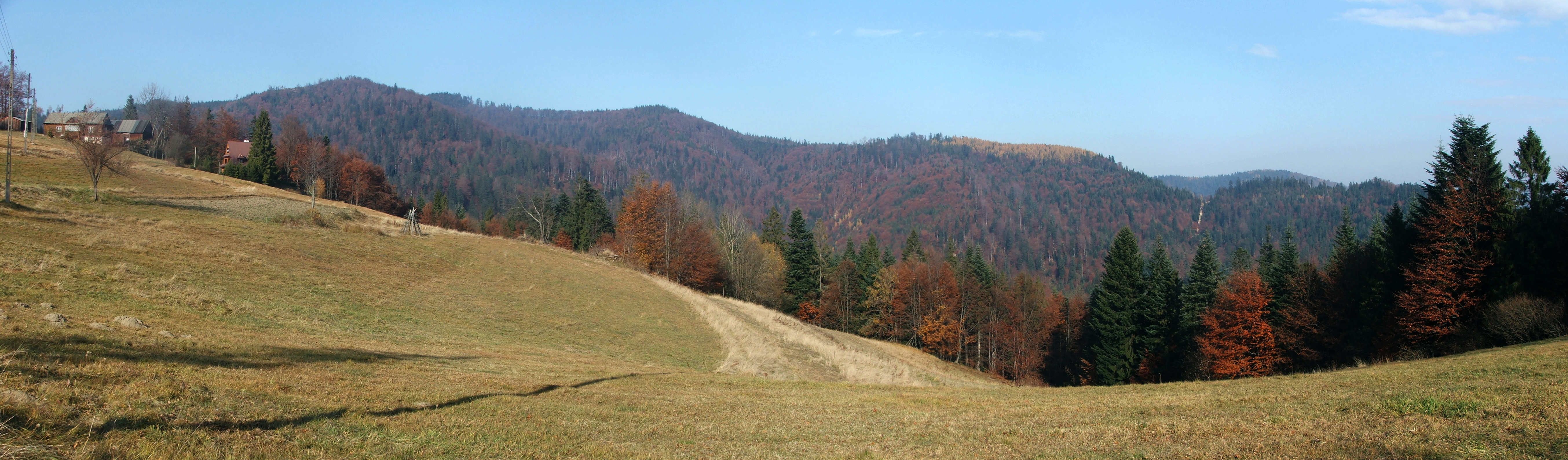
Dolina Czercza w jego górnej, źródłowej części. Widok z Obidzy